# Црна среда
Црна среда је догађај у Уједињеном Краљевству од 16. септембра 1992. године, када је британска влада била присиљена да повуче фунту из европског валутног механизма (ЕВМ), након неуспелог покушаја да фунту задржи изнад доње границе валутне размене који је ЕВМ одобрио. У то време је Велика Британија председавала Европским заједницом. 
Министарство финансија Велике Британије је 1997. године проценило штету од Црне среде на 3,14 милијарди фунти, која је касније ревидирана на 3,3 милијарди фунти 2005. године, након објављених докумената у складу са Законом о слободи информисања (раније процене су губитке наводиле у много већем износу од 13–27 милијарди фунти). Трговачки губици у августу и септембру чинили су мањи део губитака (процењени на 800 милиона фунти), а највећи део губитка за централну банку настао је од нереализованих профита потенцијалне девалвације. Трезорски папири сугеришу да у случају да је влада задржала 24 милијарде долара девизних резерви и фунта пала за исти износ, Велика Британија је могла да заради 2,4 милијарде фунти профита од девалвације фунте стерлинга.
Криза је нарушила кредибилитет другог састава владе Мејџора у решавању економских питања. Владајућа Конзервативна партија је претрпела тежак пораз пет година касније на општим изборима у Уједињеном Краљевству из 1997. године и није се вратила на власт све до 2010. године. Опоравак британске привреде у годинама након Црне среде је довео до поновне процене наслеђа кризе, пошто је усвајање Мејџореве политике циљане инфлације као алтернативе ЕВМ-у, влада поставила темеље просперитетнијој привреди у годинама пре финансијске кризе 2007–2008., а британска јавност постала је све више евроскептична.

## Претходница
Када је ЕВМ основан 1979. године, Уједињено Краљевство је одбило да се придружи. Ово је била контроверзна одлука, будући да је канцелар благајнице, Џефри Хоув, био чврсто проевропски оријентисан. Његов наследник Најџел Лавсон, заговорник фиксног курса, дивио се ниском инфлаторном историјом Западне Немачке. Приписао је то снази немачке марке и управљању Бундесбанком . Дакле, иако се Уједињено Краљевство није придружило ЕВМ-у, Трезор је од почетка 1987. до марта 1988. следио полу-службену политику „праћења“ немачке марке. До сукобљавања је дошло између Лавсона и економског саветника премијерке Маргарет Тачер, Алана Валтерса, када је Валтерс тврдио да је Европси валутни механизам „напола испечен“.
То је довело до Лавсонове оставке на место канцелара; заменио га је бивши главни министар финансија, Џон Мајор, који је са Дагласом Хурдом, тадашњим секретаром спољних послова, уверио владу да прикључи Британију у ЕВМ октобра 1990. године, гарантујући да ће британска влада следити економску и монетарну политику спречавањем да девизни курс између фунте и других валута чланица осцилује за више од 6%. Дана 8. октобра 1990. Тачер је увела фунту у ЕВМ механизам са паритетом 2,95 марки за фунту. Дакле, ако се курс икада приближи дну дозвољеног распона, 2.773 марки (1.4178 евра по курсу), влада би била обавезна да интервенише. Године 1989., Велика Британија је имала инфлацију три пута већу од стопе Немачке, веће каматне стопе од 15% и знатно нижу продуктивност рада од Француске и Немачке, што је указивало на различито економско стање Велике Британије у поређењу с другим земљама ЕВМ-а. 
Од почетка деведесетих година 20. века високе немачке каматне стопе, које је Бундесбанка поставила да би спречила инфлаторне ефекте повезане са вишком трошкова немачког уједињења, изазвале су значајан стрес широм ЕВМ-а. Велика Британија и Италија су имале додатне потешкоће са својим двоструким дефицитом, док је Велику Британију то лето погодила и брза депресијација америчког долара - валуте на коју се односио велики део британског извоза. Питања националног престижа и посвећеност доктрини да је фиксирање девизних курсева унутар ЕВМ-а пут ка јединственој европској валути инхибирало је прилагођавање девизних курсева. У јеку одбацивања споразума из Мастрихта од стране данског бирачког тела на референдуму у пролеће 1992. године и најаве да ће бити одржан и референдум у Француској, валуте ЕВМ-а које су се трговале близу дна ЕВМ-а нашле су се под притиском трговаца валутама.
У месецима пред Црну среду, Џорџ Сорош је гомилао огромну краткорочну залиху у фунти стерлинга која би постала неизмерно профитабилна ако фунта падне испод доњег опсега ЕВМ-а. Сорош је веровао да је курс по којем је Уједињено Краљевство уведено у Европски валутни механизам превисок, да је британска инфлација такође превисока (троструко већа од њемачке), а британске каматне стопе су наштетиле њиховим ценама некретнина. Сорош је зарадио преко 1 милијарде фунти краткорочном продајом стерлинга.

## Закон о трговини валутама
Влада Велике Британије покушала је да подржи депрецијацију фунте како би избегла повлачење из монетарног система коме се земља придружила само две године раније. Џон Мејџор је повећао каматне стопе на 10% и одобрио потрошњу милијарди долара девизних резерви за откуп стерлинга који се продају на валутним тржиштима, али мере нису успеле да спрече да фунта падне испод минималног нивоа рацртаног у ЕВМ-у. Трезор је донео одлуку да брани положај стерлинга, верујући да ће девалвирање промовисати инфлацију.
Сорошев Квантум фонд почео је масовну распродају фунти у уторак, 15. септембра 1992. године. Механизам девизног курса захтевао је од Банке Енглеске да прихвати било какве понуде за продају фунти. Међутим, Банка Енглеске прихватала је захтеве само током дана трговања. Када су се следећег јутра у Лондону отворила тржишта, Енглеска банка покушала је да повећа вредност валуте, одлуком Нормана Ламонта (канцелар благајне) и Робина Леја-Пембертона (гувернера Банке Енглеске). Почели су са прихватањем захтева у износу од 300 милиона фунти два пута пре 8:30, али са мало ефекта. Интервенција Банке Енглеске била је неефикасна, јер је Сорошев Квантум фонд убацивао фунте много брже на тржиште. Банка Енглеске је наставила да купује, а Куантум је наставио да продаје, све док Ламонт није рекао премијеру Џону Мејџору да њихов откуп фунте није дао резултате.
Затим је 16. септембра у 10.30, британска влада најавила повећање основне каматне стопе, са већ високих 10%, на 12% како би примамила шпекуланте за куповину фунте. Упркос томе и обећању касније истог дана да ће поново повећати основне стопе на 15%, трговци су и даље продавали фунте, уверени да влада неће одржати своје обећање. До 7:00 те вечери, Ламонт је најавио да ће Британија напустити ЕВМ, а цене ће остати на новом нивоу од 12%; међутим, следећег дана каматна стопа се вратила на 10%.
Касније је откривено да је одлука о повлачењу договорена на хитном састанку током дана између Ламонта, Мејџора, секретара иностраних послова Дагласа Хурда, председника Одбора за трговину Мајкла Хеселтина и секретара унутрашњих послова Кенета Кларка (последња тројица су били непоколебљиви про-Европљани, као и високи кабинета министара), и да је повећање каматне стопе на 15% била само привремена мера за спречавање одлива фунте тог поподнева.

## Последице
Остале ЕВМ земље, попут Италије, чије су валуте током дана нарушавале сопствена доѕвољена осциловања, враћале су се у систем са проширеним опсезима или са прилагођеним централним паритетима. Чак и у овом лабавијем облику, ЕВМ се показао рањивим, а десет месеци касније правила су додатно ублажена до тачке да намећу врло мало ограничења домаћој монетарној политици земаља чланица.
Утицај ниских немачких каматних стопа и високих британских каматних стопа довео је Британију до рецесије, јер је велики број предузећа пропао и тржиште станова се урушило. Неки коментатори, поčев од Нормана Тебита, наѕивали су ЕВМ „механизмом вечне рецесије“  након што је Велика Британија пала у рецесију током раних 1990-их. Док се многи људи у Великој Британији сећају Црне среде као националне катастрофе која је трајно утицала на међународни престиж земље, неки конзервативци тврде да је присилно избацивање из ЕВМ-а ѕаправо била „Златна сриједа” или „Бела среда” ѕа Велику Британију,  дан који је утро пут привредном опоравку, с тим што су Конзервативци предали новим Лабуристима Тонија Блера много јачу привреду 1997. године него што је она била 1992. године пошто је нова економска политика осмишљена убрзо након Црне сриједе довела до поновног успостављања привредног раста са падом незапослености и инфлације. Монетарна политика прешла је на циљану инфлацију.
Углед владе Конзервативне странке је био оштећен до те мере да је бирачко тело било склоније да подржи тврдњу опозиције тог времена - да се економски опоравак треба приписати спољним факторима, за разлику од владиних политика које спроводе Конзервативци. Конзервативци су победили на општим изборима 1992. године, а Галупова анкета из септембра те године је показивала малу предност од 2,5% за Конзервативну странку. До октобарске анкете, после Црне среде, њихов удео подршке у анкети се смањио са 43% на 29%. Дебакл је на крају урушио углед Торијеваца (што је довело до три узастопна пораза на следећим националним изборима, са великом маргином) све до касних 2000-их, када су под вођством Дејвида Камерона, конзервативци надмашили Лабуристичку владу Гордона Брауна први пут од септембра 1992. (делом и због ефеката Велике рецесије), да би на крају добили највише места на општим изборима 2010. 